# Streekbier
Een streekbier is volgens het woord zelf een bier dat een binding heeft met een bepaalde streek. 
Er is geen eenduidige definitie van het begrip. In ruime zin omvatten streekbieren de biertypes die traditioneel in een bepaalde landstreek worden gebrouwen, zoals Vlaams oud bruin in Oost- en West-Vlaanderen, de tarwebieren in Brabant (lambiek in het westen, witbier in het oosten) en saison in Henegouwen.
De term wordt meer in een beperkte zin gebruikt voor bieren die op een of andere manier verwijzen naar een bepaalde lokaliteit, en die niet kunnen worden ingedeeld in de algemene, traditionele biertypes. Het gaat dan dikwijls om bieren die door een plaatselijke vereniging, café of drankenhandelaar plaatselijk worden verspreid. Het bier kan plaatselijk zijn geproduceerd, maar ook besteld bij een brouwerij die niet noodzakelijk in de eigen streek gelegen is.
De streekbieren verwijzen met hun namen onder meer naar een plaatselijke dorpsfiguur (bijvoorbeeld Pee Klak), een historische persoon (Egmont), een spotnaam (Flierefluiter), een stadsreus (Gouyasse), een plaatselijk monument (Giesbaargs Muurken), een evenement (Pikkeling) en zo verder.
Door de kleine productie gaat het doorgaans om bovengistende bieren. De bieren zijn echter zeer divers van aard en kunnen onmogelijk in één type worden ondergebracht.
De term is geenszins te verwarren met bieren die erkend zijn als streekproduct.